# Щелепи 3D
«Щелепи 3D» (англ. Shark Night 3D; дослівний переклад — «Акуляча ніч 3D») — фільм жахів в форматі 3D режисера Девіда Р. Елліса. Світова прем'єра відбулася 2 вересня 2011 року (в Україні — 1 вересня).

## Зміст
Сюжет фільму обертається навколо групи підлітків, учнів коледжу, які проводять свої вихідні на воді у великому озері. Незабаром вони виявляють, що зубаста небезпека ховається під ними, в непроглядній глибині.

## Ролі
| Актор           | Роль          |
| --------------- | ------------- |
| Сара Пекстон    | Сара Палскі   |
| Дастін Мілліган | Нік ЛаДука    |
| Кріс Кармак     | Денніс Крім   |
| Кетрін Макфі    | Бет           |
| Кріс Зілка      | Блейк Гаммонд |
| Алісса Діас     | Мая           |
| Джоель Мур      | Гордон        |
| Сінква Воллс    | Малік         |
| Донал Лог       | шериф Сабін   |
| Джошуа Леонард  | Ред           |

## Зйомки
Зйомки проходили восени 2010 року в Луїзіані.

## Критика
Фільм в основному отримав негативні відгуки критиків. На Rotten Tomatoes рейтинг фільму тільки 14 %, а середній рейтинг 3.3/10.

## Знімальна група
- Режисер — Ребекка Томас
- Сценарист — Ребекка Томас
- Продюсер — Джессіка Колдуелл, Річард Нейстадтер, Алехандро Де Леон
- Композитор — Ерік Колвін